# Bärendickte
Bärendickte ist ein Wohnplatz der Stadt Joachimsthal im Landkreis Barnim (Brandenburg). Er wurde 1823 als Unterförsterei auf dem Gebiet des Amtes Grimnitz neu aufgebaut.

## Lage
Der Wohnplatz liegt rd. 3,3 km nordöstlich vom Stadtkern von Joachimsthal, etwa über 200 Meter vom Westufer des Dovinsees entfernt. Wenige Meter hinter dem Gehöft verläuft der Joachimsthaler Hauptgraben. 800 Meter südwestlich liegt der Wohnplatz Leistenhaus und rund 3 km nordwestlich der Ort Parlow. Der Wohnplatz Bärendickte liegt an der L 239 von Joachimsthal nach Glambeck auf etwa 70 m ü. NHN völlig von Wald umgeben.

## Geschichte
Der Name Bärendickte ist ein ursprünglicher Flurname, der Bärendickicht bedeutet. 1788 stand der Grimnitzsche Forst unter der Aufsicht eines Oberförsters und vier Unterförstern. Unter den zugehörigen Abteilungen zum Grimnitzschen Forst gehörte auch die Bärendickte. Dieser Teil des Forstes stand damals unter der Aufsicht des Unterförsters von Glambeck. Sie bestand damals überwiegend aus Kiefern, untergeordnet auch aus Eichen, Rotbuchen und Birken.
1823 wurde auf dem Amtsgebiet des Amtes Grimnitz unweit des Dovin-See im Grimnitzer Forst ein neues Unterförster-Etablissement angelegt, das im Amtsblatt der Königlichen Regierung zu Potsdam und der Stadt Berlin mit Wirkung vom 25. Oktober 1823 mit Bärendieck benannt wurde. August von Sellentin führt die Försterei 1841 unter Bärendicte auf. Sie gehörte damals schon zum Amt Neustadt-Eberswalde.
1861 hatte sich der Name dann zur heutigen Schreibweise zu Bärendickte abgewandelt. Der Wohnplatz bestand aus einem Wohngebäude und zwei Wirtschaftsgebäuden und hatte 11 Einwohner. Die Försterei gehörte nun zum Forstrevier Glambeck, das vom Forstrevier Grimnitz abgespalten worden. Das Forstrevier Glambeck bildete auch einen eigenen Gutsbezirk. 1871 findet sich die Schreibweise Bärendikte. Im einzigen Wohnhaus lebten 8 Personen. Mit der Bildung der Amtsbezirke 1874 in der Provinz Brandenburg wurde der Forstbezirk Glambeck dem Amt 18 Amt Grimnitz des Kreises Angermünde zugewiesen.
Auch noch 1897 findet sich die Schreibweise Bärendikte im Gutsbezirk Forst Glambeck. Die Försterei hatte ein Wohnhaus, in dem acht Personen wohnten. 1903 wurde der Fort Glambeck in Forst Grumsin umbenannt. 1929 wurde der Forstgutsbezirk in die Gemeinde Alt Grimnitz eingegliedert. Der Wohnplatz Bärendickte wurde aber 1938 ausgegliedert und an die Stadt Joachimsthal angeschlossen.
Das Anwesen wurde weiterhin als Forsthaus genutzt. 1977 gehörte die Revierförsterei Bärendickte zum Staatlichen Forstwirtschaftsbetrieb Neuhaus. Das Anwesen ist heute aber nicht mehr Försterei.